# Yoshikazu Ashikaga
Yoshikazu Ashikaga (jap. 足利義量 Ashikaga Yoshikazu; ur. 27 sierpnia 1407, zm. 17 marca 1425) – piąty siogun siogunatu Ashikaga (era Muromachi-Ashikaga). Sprawował władzę w latach 1423–1425. Był synem czwartego sioguna, Yoshimochiego Ashikagi.
Po 9 latach rządzenia Yoshimochi przekazał władzę i tytuł sioguna swojemu 16-letniemu synowi Yoshikazu, ale rządził on tylko dwa lata, umierając przed ojcem.  Według Oguri Hangan Ichidaiki, Yoshikazu umarł w tak młodym wieku z powodu ciągłego picia alkoholu.
Ważniejsze wydarzenia z okresu, gdy siogunem był Yoshikazu:
- 1423 - Yoshikazu zostaje siogunem[5].
- 1424 - umiera Go-Kameyama[5].
- 1425 - umiera Yoshikazu; Yoshimochi tymczasowo ponownie pełni władzę sioguna[5].

Następcą Yoshimochiego na stanowisku sioguna został w 1429 roku jego brat Yoshinori Ashikaga.

## ErabakufuYoshikazu
Lata rządów siogunów dzielone są na japońskie ery zwane nengō.
- Ōei  (1394–1428)